# Rosa von Praunheim
Rosa von Praunheim ou, seu nome completo de nascimento, Holger Bernhard Bruno Mischwitzky (Riga, 25 de novembro de 1942), é um escritor e diretor cinematográfico alemão considerado um dos principais diretores de cinema pós-modernistas daquele país. Ele é reconhecido internacionalmente como um dos mais importantes ativistas e cineastas LGBTQ. Em mais de 50 anos fez mais de 150 curtas-metragens e longas-metragens.
Von Praundheim iniciou sua carreira como diretor em 1970 com o documentário Nicht der Homosexuelle ist pervers, sondern die Situation, in der er lebt (sugerindo neste título que não é o elemento gay em sí que é o perverso mas sim que perversa é a situação social dentro da qual ele é inserido na vida).
Ele é considerado uma das pessoas pioneiras mais influentes do movimento social pelos direitos civis das pessoas de minoria sexual ou LGBT na Europa.